# أندرو تريجز هودج
أندرو تريجز هودج OBE (3 مارس 1979) هو مجدف بريطاني متقاعد وحائز على ميدالية ذهبية أولمبية ثلاثية وبطل العالم الرباعي.

## روابط خارجية
- Andrew Triggs Hodge at FISA WorldRowing.com